# Vécs
Vécs là một thị trấn thuộc hạt Heves, Hungary. Thị trấn này có diện tích 25,66 km², dân số năm 2010 là 622 người, mật độ 24 người/km².